# Balung Anyar
Balung Anyar is een bestuurslaag in het regentschap Pasuruan van de provincie Oost-Java, Indonesië. Balung Anyar telt 6834 inwoners (volkstelling 2010).